# 이메르송 피치파우디
이메르송 피치파우디(포르투갈어: Emerson Fittipaldi, 1946년 12월 12일 ~ )는 브라질의 전직 자동차 경주 선수이다. 포뮬러 원 월드드라이버 챔피언과 인디애나폴리스 500 챔피언을 각각 2회 달성하였으며 챔프카 챔피언도 달성했다.
1970년 팀 로터스의 서드 드라이버로 포뮬러 원에 데뷔했으며, 조헨 린트가 1970년 이탈리아 그랑프리에서 사망하자 팀의 리드 드라이버가 되었다. 1972년 월드 드라이버 챔피언을 달성하며 만 25세 303일로 2005년 페르난도 알론소 이전 최연소 드라이버 챔피언으로 기록되었다. 1974년 맥라렌으로 팀을 옮겨 다시 드라이버 챔피언을 달성했다. 1980년 포뮬러 원에서 은퇴하였다.